# Maximum Overload
Maximum Overload é o sexto álbum de estúdio da Banda Inglesa de Power Metal DragonForce, lançado em 18 de agosto de 2014. O vocalista do Trivium, Matt Heafy, participa de algumas canções. O álbum foi produzido por Jens Bogren, marcando a primeira vez que a banda decide gravar fora de seu estúdio e com um produtor externo. O disco vem em três versões: versão regula digital e em CD, edição especial digital e em CD (com cinco faixas bônus e um DVD bônus), e vinil.
É o último disco da banda com o baterista Dave Mackintosh, que teve sua saída do grupo divulgada em 3 de junho de 2014.

## Gravação e temas
No álbum, o guitarrista Sam Totman coescreveu as faixas com o baixista Frédéric Leclercq.  Devido à afinidade do músico com o thrash e o prog metal, ele afirmou que o som do álbum poderia soar "um pouco mais diverso".
O guitarrista Herman Li explicou que o título do álbum e a capa foram inspirados pelo "constante bombardeamento de informação a que estamos sujeitos durante nossas vidas diárias":
| “ | Nós estávamos no setor de embarque de um aeroporto cercados telas de TVs, telas de informações de vôos e telas de propagandas. Nós então olhamos em volta e ninguém estava dizendo uma palavra, estavam todos olhando em mais telas de tablets, laptops e telefones celulares. Não dá para escapar disso, é uma completa sobrecarga de informação! | ” |

Sam afirmou que o nome também reflete a música do disco:
| “ | Estávamos tentando encontrar um título para tentar descrever a música, é meio como uma overdose de música, guitarras mais rápidas e mais de tudo. O tema do álbum é falar de nossa sociedade e o que ela faz no momento - informação na internet e celular e absorvendo muito dessas coisas desnecessárias. | ” |

## Informações das faixas
Em 18 de junho, a gravadora alemã Ear Music lançou o vídeo oficial da faixa de abertura "The Game" que trazia o novo baterista Gee Anzalone, já que Dave Mackintosh saiu antes das gravações do vídeo. A faixa traz também a participação de Matt Heeafy. Herman Li gravou os solos desta faixa e de "City of Gold" a bordo do iate de Zoltan Bathory, na costa de Los Angeles. Inspirada por Beneath the Remains, do Sepultura, e Reign in Blood, do Slayer, "The Game" é a faixa mais rápida já lançada pela banda com 235 bpm, um recorde que eles já haviam quebrado no álbum anterior com "Fallen World".
Herman Li conta que, após gravar vários takes para o solo de "Three Hammers", ele não conseguia decidir qual usar para a mixagem final. Como sua cachorra sempre reagia com uma "cara fofa" aos efeitos "Whammy" de sua guitarra, Herman fez sua cadela ouvir todos os takes e escolheu o que provocou a cara mais fofa nela.
"Defenders", que também traz Heafy, foi o segundo single e a primeira faixa a ser revelada por meio de uma versão demo postada no canal oficial da banda no YouTube em 31 de março de 2014. A versão oficial da canção foi divulgada no site da Loudwire em 16 de junho de 2014. A versão mais nova foi também lançada como single no dia seguinte no iTunes. Segundo Herman Li, "Defenders" foi uma das primeiras faixas a serem concluídas. Ele também explicou que a ideia para a faixa "era criar um contraste, ao fundir uns riffs estilo thrash metal com os refrãos grandes e épicos e duelos de guitarra em alta velocidade. Em termos de letras, aqui nós buscamos nossa clássica abordagem fantasiosa similar ao nosso primeiro álbum".
O álbum tem um cover de "Ring of Fire", de Johnny Cash. Segundo Totman:
| “ | Todo membro da banda anotou três canções cada e nós comparamos todas, apenas por diversão. Eu anotei 'Ring of Fire' do Johnny Cash, uma ideia que o resto da banda amou, então nós a DragonForce-amos! | ” |

Embora a banda tenha anunciado o cover como sendo o primeiro deles,, eles já lançaram um cover no álbum de 2008 deles, Ultra Beatdown: "Strike of the Ninja", originalmente "Feel the Fire", do Shadow Warriors, projeto paralelo de Sam. Também já haviam feito o mesmo em The Power Within, desta vez com "Power of the Ninja Sword", também do Shadow Warriors. O próprio Maximum Overload traz uma terceira regravação do Shadow Warriors: "Fight to Be Free", disponível na edição de luxo. A faixa foi inicialmente divulgada no The A.V. Club em 6 de agosto de 2014.

## Faixas
Todas as músicas compostas por Sam Totman e Frédéric Leclercq, exceto onde especificado.
| N.º | Título                                                                                        | Duração |  |
| 1.  | "The Game" (O Jogo (com Matt Heafy))                                                          | 4:56    |  |
| 2.  | "Tomorrow's Kings" (Reis do Amanhã (Totman))                                                  | 4:13    |  |
| 3.  | "No More" (Não Mais, (com Matt Heafy))                                                        | 3:50    |  |
| 4.  | "Three Hammers" (Três Martelos)                                                               | 5:50    |  |
| 5.  | "Symphony of the Night" (Sinfonia da Noite)                                                   | 5:19    |  |
| 6.  | "The Sun Is Dead" (O Sol Está Morto (Leclercq))                                               | 6:34    |  |
| 7.  | "Defenders" (Defensores (com Matt Heafy))                                                     | 5:47    |  |
| 8.  | "Extraction Zone" (Zona de Extração)                                                          | 5:06    |  |
| 9.  | "City of Gold" (Cidade de Ouro)                                                               | 4:43    |  |
| 10. | "Ring of Fire" (Anel de Fogo (cover do Johnny Cash; escrita por June Carter e Merle Kilgore)) | 3:15    |  |

| Faixas bônus da edição especial | |         |  |
| N.º                             | Título                                                                                               | Duração |  |
| 11.                             | "Power and Glory" (Poder e Glória)                                                                   | 5:06    |  |
| 12.                             | "You're Not Alone" (Você Não Está Sozinho (Totman))                                                  | 4:38    |  |
| 13.                             | "Chemical Interference" (Interferência Química (Leclercq))                                           | 5:12    |  |
| 14.                             | "Summer's End" (Fim do Verão (exclusiva da edição especial japonesa))                                | 5:28    |  |
| 15.                             | "Fight to be Free" (Lute Para Ser Livre (cover do Shadow Warriors; escrita por Totman))              | 4:45    |  |
| 16.                             | "Galactic Astro Domination" (Dominação Galática Astro (instrumental; escrita por Totman e Herman Li) | 1:32    |  |

| DVD da edição especial | |         |  |
| N.º                    | Título | Duração |  |
| 17.                    | "Documentary: A New Found Force Incl. Cry Thunder (Live)" (Documentário: Uma Nova Força Encontrada Incl. Cry Thunder (Ao vivo) (documentário que mostra o making of deste álbum seguido por um vídeo de "Cry Thunder" do The Power Within ao vivo)) | 25:18   |  |

## Créditos
- Marc Hudson – vocais
- Herman Li – guitarra, vocal de apoio
- Sam Totman – guitarra, vocal de apoio
- Vadim Pruzhanov – teclado, piano, vocal de apoio
- Dave Mackintosh – bateria, vocal de apoio
- Frédéric Leclercq – baixo, guitarra adicional, vocal de apoio

### Músicos adicionais
- Matt Heafy - vocais em "The Game" e "Defenders"